# デウラット・アル-イスラム・カメット
ウンマティー・カド・ラーハ・ファジャルン（アラビア語: أمتي قد لاح فجر) ,(ラテン文字表記: Ummatī, qad lāha fajrun ),
「我がウンマ、曙光現れり」という意味の語である。ウンマとは、総じて国境を跨げるイスラム教社会の事である。
2013年12月に "Ajnad Media Foundation (イスラム国のレコードレーベル) より発表されたアラビア語の歌曲 (ナシード) であり、現在ではイスラム国の事実上の国歌となっている。よって「"イスラム国がレコードレーベル"の組織的な"戦士募集"の発布」と称された。
この歌曲に対しての公的な説明は未だ為されていないものの、イスラム国の国歌としての地位を占めている。それはラッカに於いての各項の儀式に於いて見受けられる。ナシード中でも(我がウンマ)が重要視される所以はそれ自体がイスラム国の立場を表明している点にあると言われ、曲中にはカリフの敷衍についても触れられる。また、イスラム国のYouTube上に於いての楽曲は非常に吸収力を持っており、視聴者に一種の宗教的感覚を提供する。
また、イスラム国の影響を受けて成立したボコ・ハラムの領袖であるアブバカル・シェカウ氏の講話に於いて使用された。

## 歌詞
أُمّتي قَدْ لاحَ فَجرٌ فَإرقُبي النصر المُبين      我がウンマ　暁昇る　我らを迎えて勝利は近し
دَولةُ الإسلام قامَت بدِماء الصّادِقين          イスラム国は正義の血を以って奮起す
دَولةُ الإسلام قامَت بِجهاد المُتّقين             イスラム国は敬虔に聖戦に臨み奮起す
قدّموا الأرواح حَقّا بِثَباتٍ ويَقين               彼らは堅い意志と信心を以ち正義に在りて魂をアラーに捧げ
لِيُقامَ الدّين فيها شَرعُ ربّ العالمين            シャーリアの宗教を俊敏に実践し
أمّتي فَإستَبْشري لا تَيأسي النّصْرُ قِريب     我がウンマは吉報を受ける　絶望するな
دَولةُ الإسلام قامَت وَبدا العزّ المَهيب          イスラム国は奮起せん　恐るべき力量は解き放たれた
أشْرقَت ترسُم مجْدا وإنتهى عهْد الغُروب      その奮起は栄光を描き　闇夜の時期は既に過ぎ去った
بِرجالٍ أوفِياءٍ لا يهابون الحروب                戦を畏れぬ忠心の者に依って
صاغُوا مجْداً خالِداً لا لَيس يَفْنى أو يغيب     不滅かつ恒久の栄光を打ち立てる
أمّتي الله مَولانا فَجودي بالدّماء                我がウンマ　アラーは我が主　君の鮮血を献上する
لنْ يعود النّصرُ إلّا بِدماء الشّهداء            戦士流血の元になければ　同胞は行動しない
منْ مَضَوا يَرجونَ مَولاهم بدارِ الأنبياء        戦士は時間を先知(預言者)の方向に費やし　アラーに助けを求める
قَدّموا الأرواحَ لله وللدّين فِداء                 彼らは霊魂をアラーに捧げ　アラーの為に死ぬ
أهلُ بَذْلٍ وعَطايا أهلُ جودٍ وإباء              奉仕する者(戦士)は卓越する者誇るべき者
أمّتي فَإستَبْشري قَد أشْرَقت شَمْسُ الصّمود 我がウンマは吉報を受ける　揺らぐ事のない太陽は昇る
وَلَقد سِرنا جموعاً لِرُبى المَجْدُ التَّليد           本当に我らは一集団であり　古くからの栄光のため前進する
لِنُعيد النّور والإيمانَ و العزَّ المَجيد            我らはこの栄光を取り戻さん　信仰と栄光の力量
بِرجالٍ طَلّقوا الدُّنيا وفازوا بالخُلود            それに依り世俗を離れ　永遠の命を得る
وأعادوا أمّةَ الأمجادَ والنّصْر الأكيد           ウンマの栄光と確実な勝利は取り戻される

## 参考資料
1. zh:我的烏瑪，曙光已現 (中国語版記事)
2. https://zh-hant.hotbak.net/key/伊斯蘭國推出國歌我的烏瑪曙光已經出現在網絡上走紅轉載.html
3. https://archive.org/details/201312_20131205 ＜インターネットアーカイブ＞

| サブスタブ | この項目は、まだ閲覧者の調べものの参照としては役立たない、書きかけの項目です。この項目を加筆・訂正などしてくださる協力者を求めています。このテンプレートは分野別のサブスタブテンプレートやスタブテンプレート（Wikipedia:分野別のスタブテンプレート参照）に変更することが望まれています。 |